# Glockenrippe
Als Glockenrippe bezeichnet man den vertikalen Schnitt (Längsschnitt) einer Glocke, der den Wandungsverlauf vom untersten Rand (Schärfe) bis zur Haube zeigt. Da Glocken Rotationskörper sind (ausgenommen manche fernöstliche Glocken), reicht der halbe Schnitt, um die Form der Glocke zu bestimmen. Diese ist durch Rotation der Rippe um die senkrechte Mittelachse der Glocke gegeben. Das nutzt man beim Glockenguss zur Herstellung der Gussform mittels einer rotierenden Schablone der Rippe.
Die Rippe bestimmt das Klangverhalten der Glocke. Speziell ihr Teiltonaufbau hängt nur von der Rippe ab, während ihre Tonhöhe (Schlagton) und die Abklingdauer von Schlag- und Teiltönen vom Material der Glocke mit beeinflusst wird. Jede Glockengießerei besitzt daher eine oder mehrere eigene Rippenformen, die als Betriebsgeheimnis gewahrt werden.

## Aufbau der Glockenrippe

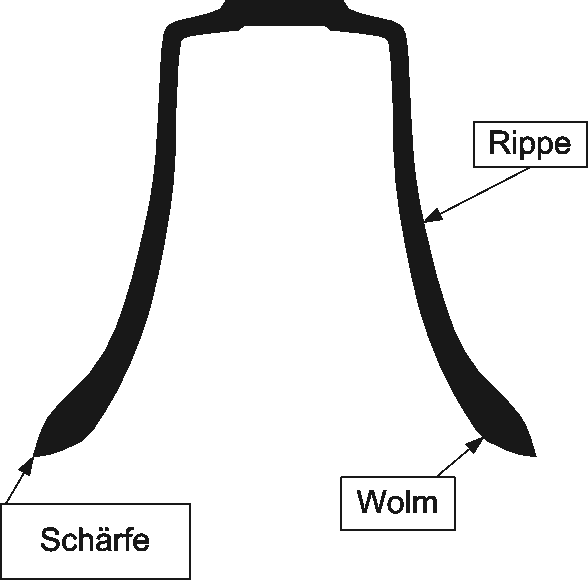

Die Rippe umfasst folgende Abschnitte:
- Der Schlagring ist der unterste Teil der Glocke, an dem sie ihre größte Wandstärke besitzt, die Schlag genannt wird. Beim Läuten der Glocke muss der Klöppel genau hier anschlagen. Der untere Glockenrand heißt Schärfe. Hier hat die Glocke ihren größten Durchmesser.
- Der Mantel beginnt über dem Schlagring mit dem nach innen geschweiften Wolm, der nach oben in die nahezu senkrechte Flanke übergeht. Die Schulter ist der oberste Teil des Mantels am Übergang zur Haube.
- Die Haube ist der oberste Teil der Glocke und besteht aus der ebenen Oberplatte und der schwach geneigten Unterplatte.

Die Krone der Glocke ist nicht Teil der Rippe. Sie sitzt auf der Oberplatte und dient zur Aufhängung der Glocke. Die Krone hat keinen nennenswerten Einfluss auf das Klangverhalten der Glocke.
An der Unterseite der Oberplatte befindet sich die Aufhängung für den Klöppel.
Folgende Maße sind für die Konstruktion der Glockenrippe wesentlich:
- Der untere Durchmesser oder Schärfendurchmesser an der Schärfe der Glocke. Da dieser der größte Durchmesser der Glocke ist, wird er auch einfach Durchmesser genannt.
- Die Höhe der Glocke bis zur Haube, also ohne Krone.
- Die schräge Höhe, die von der Schärfe bis zur Schulter gemessen wird.
- Die Schlagringstärke, also die Wandstärke der Glocke an der dicksten Stelle, dem Schlagring.
- Der Halsdurchmesser, üblicherweise als Innenmaß unterhalb der Schulter gemessen.

Die Schlagringstärke wird auch als Einheit für Relativmaße verwendet und dann Schlag genannt. So kann beispielsweise der Schärfendurchmesser einer Glocke 14 Schlag oder die schräge Höhe 10 Schlag betragen.

## Rippenformen

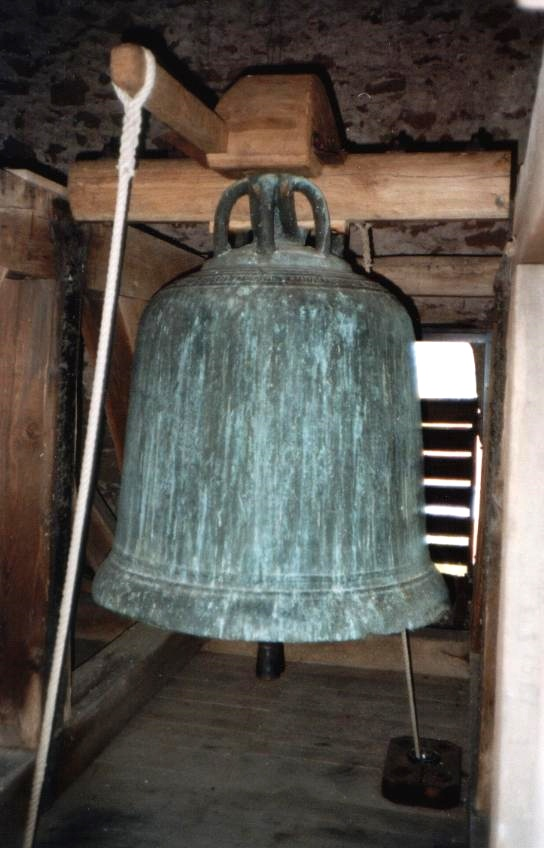
Lullusglocke (1038) in Bienenkorbform

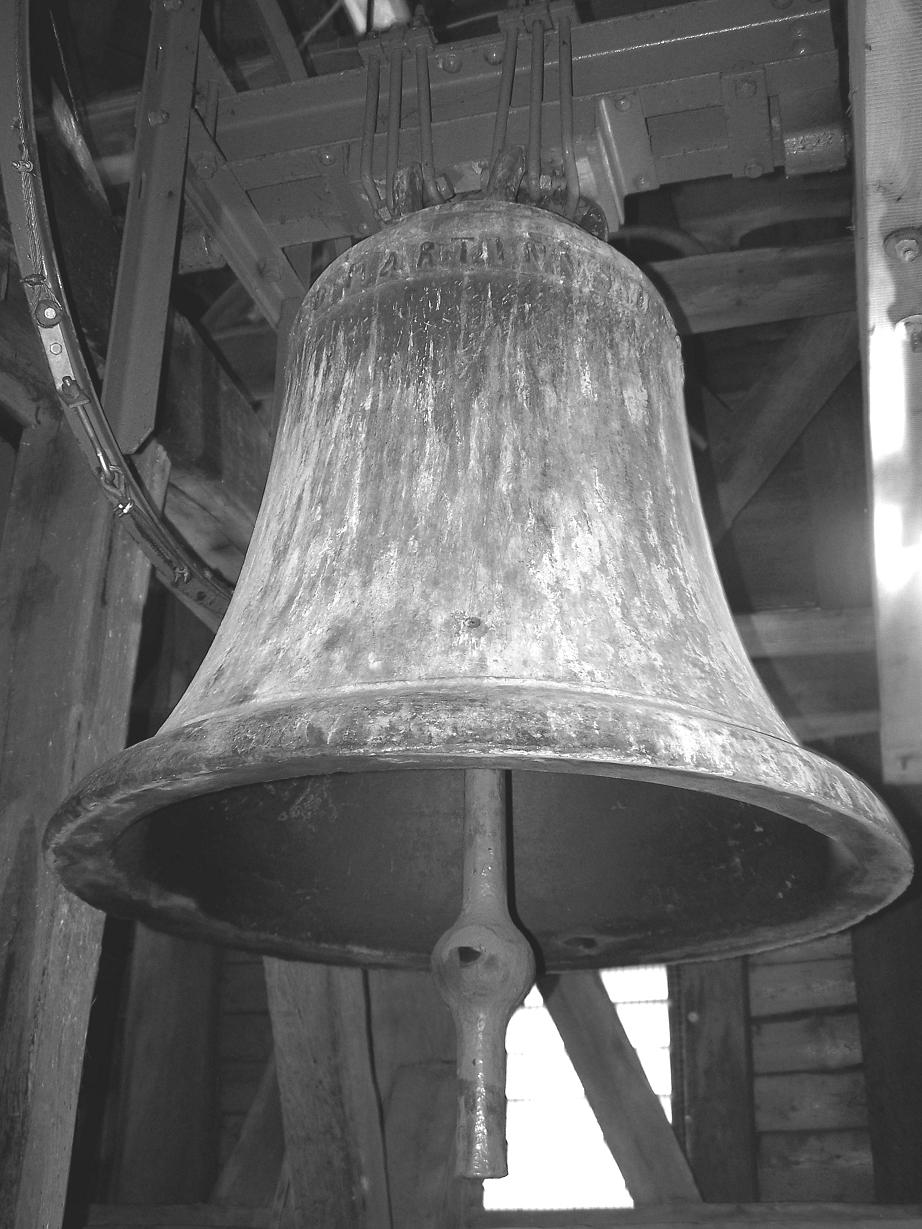
Elfuhrglocke (1221) der Pfarrkirche Ober-Mockstadt in Zuckerhutform

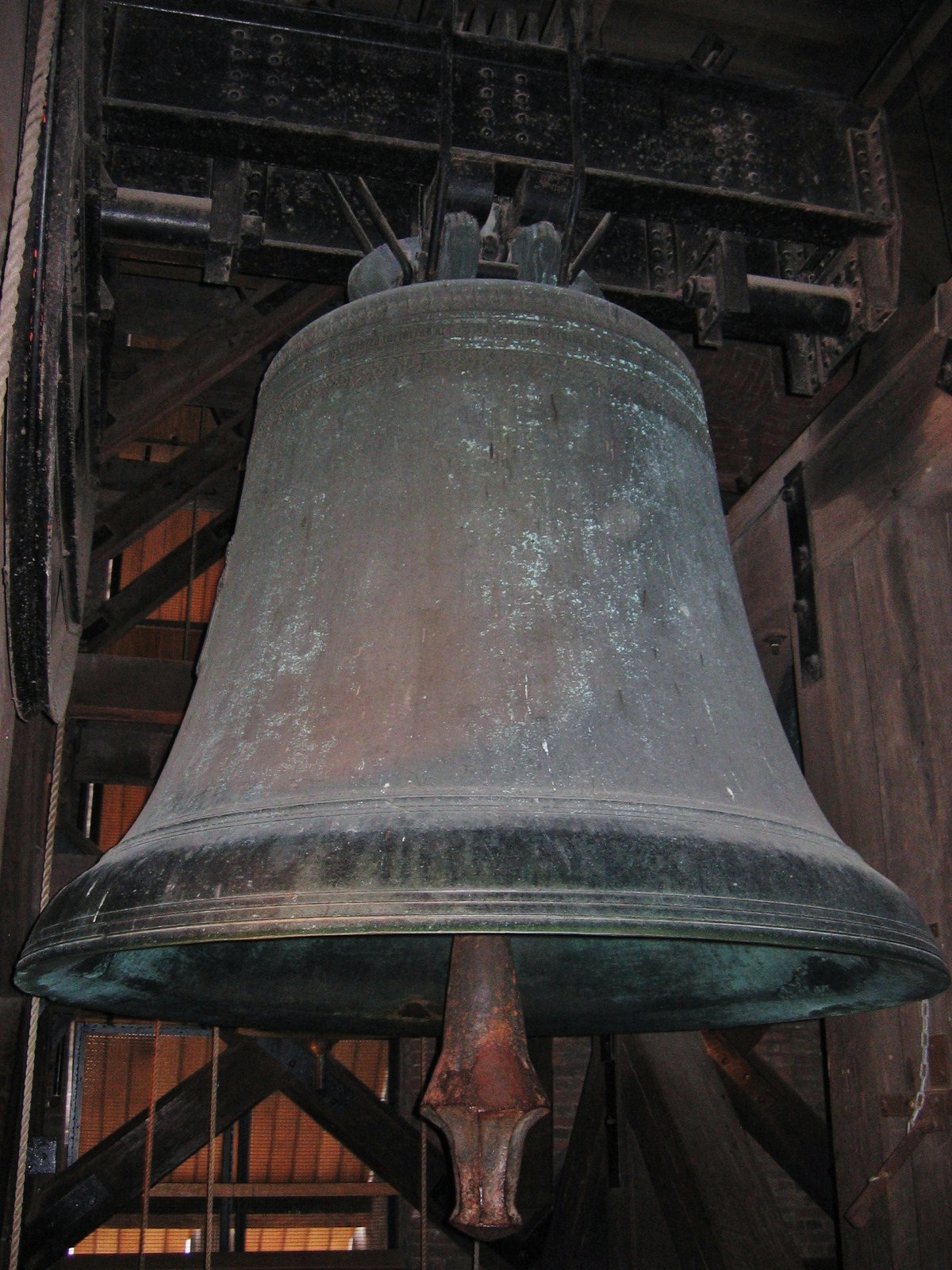
Gotische Salvatorglocke (1505) von Gerhard van Wou im Utrechter Dom

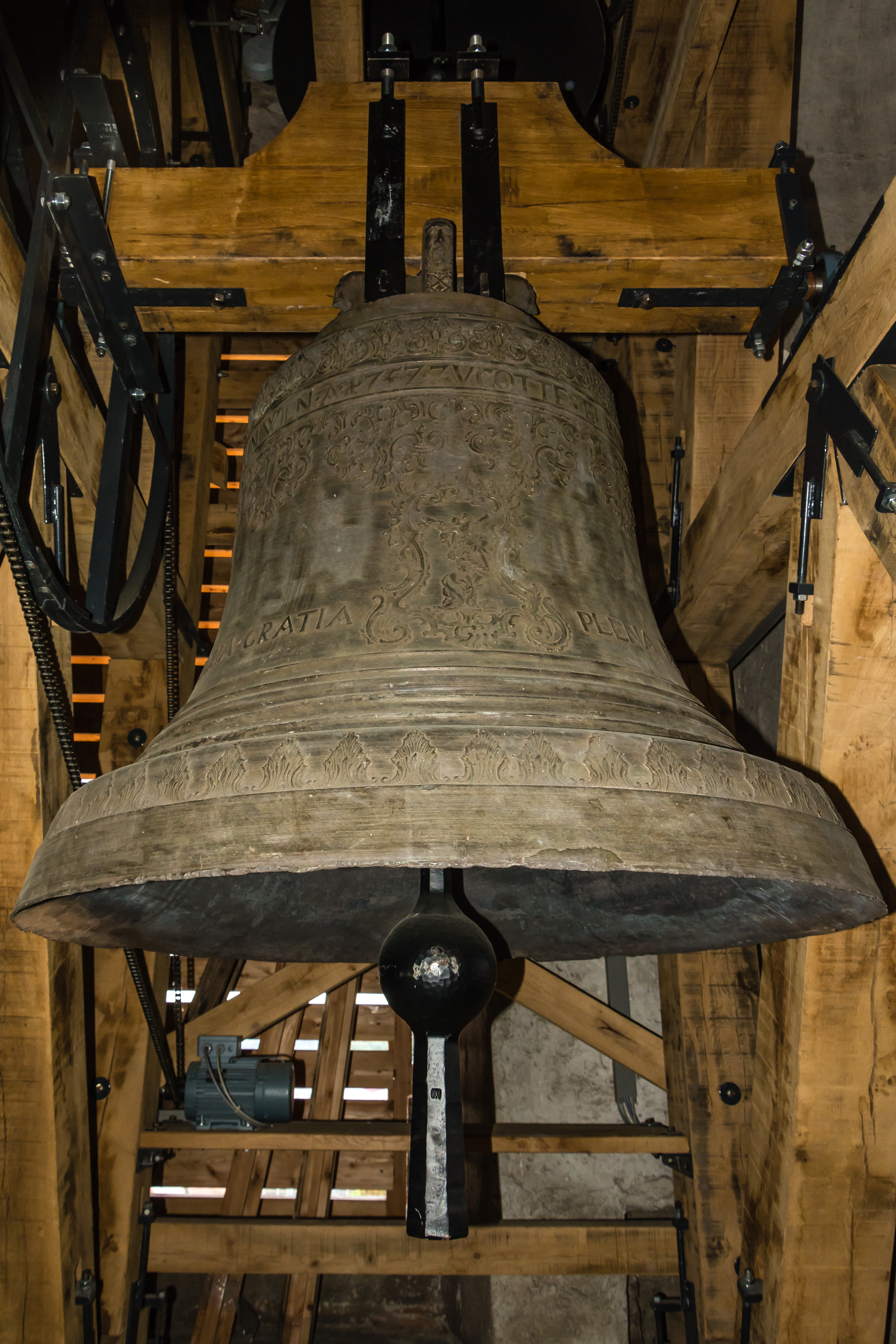
Zwölferin (1752) der Pfarrkirche Tulln in typischer Barockrippe

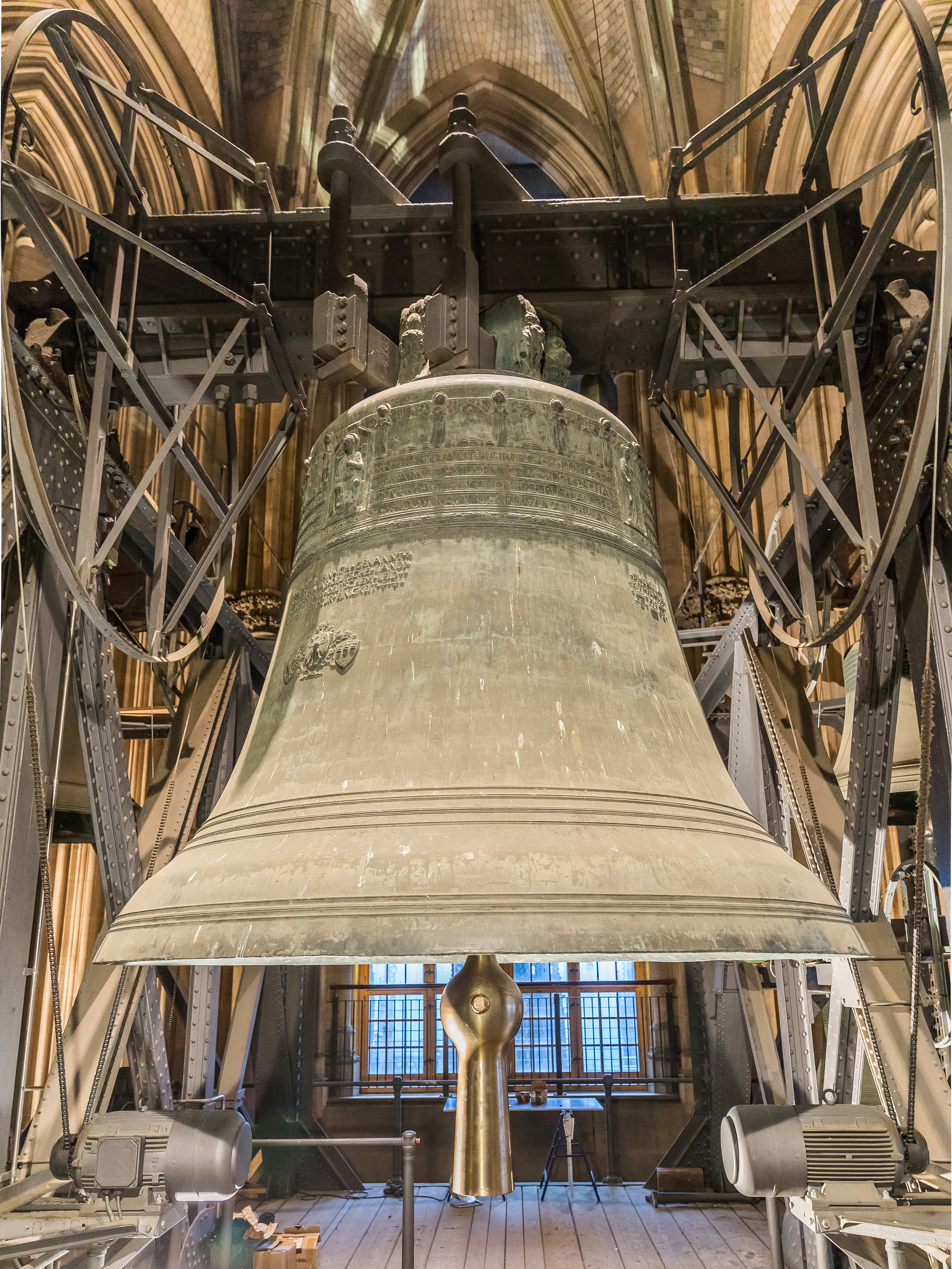
Die Petersglocke (1923)

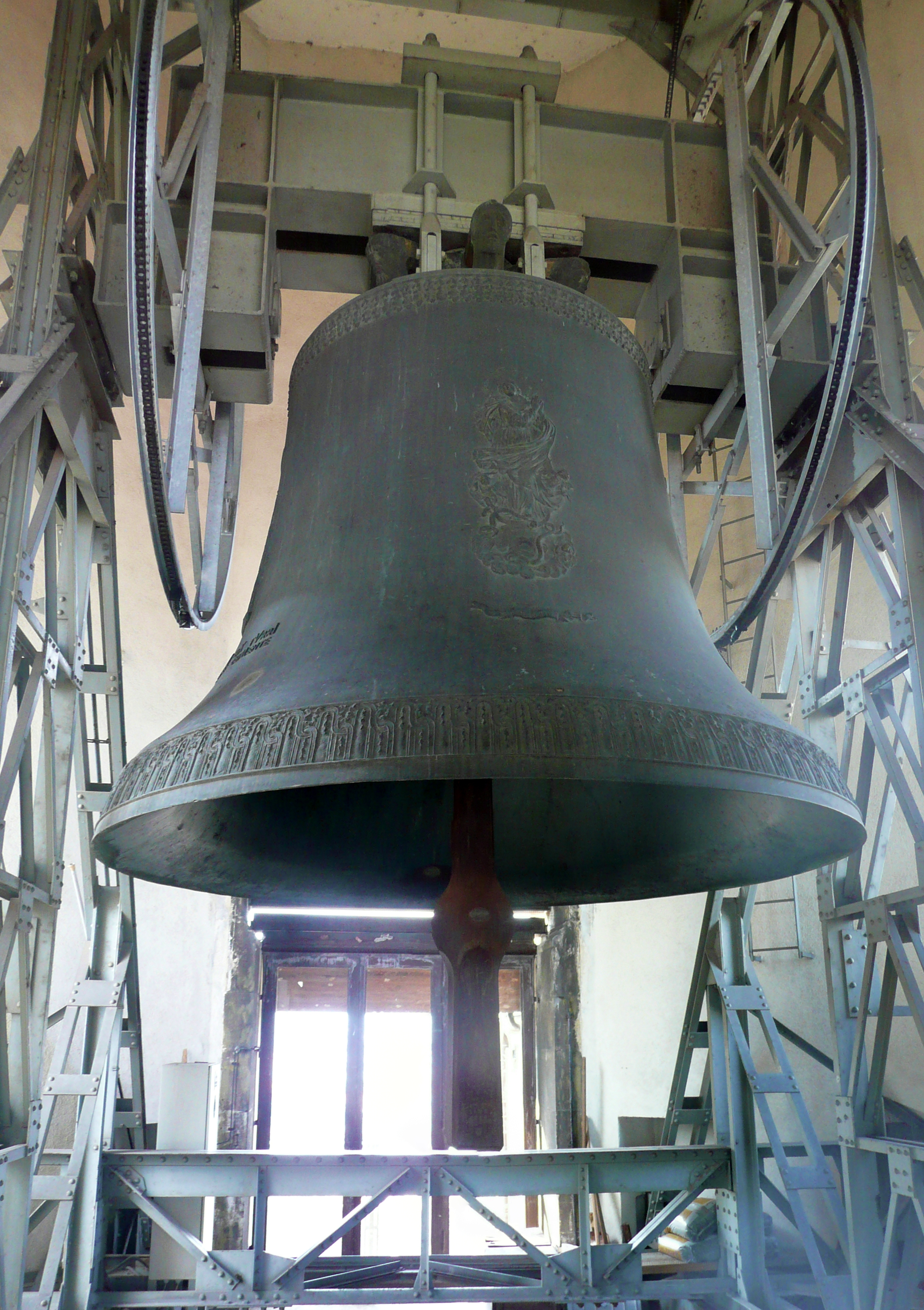
Die Pummerin (1951)

### Historische Entwicklung der Glockenrippen
Die heutige Glockenrippe hat sich im Lauf der Jahrhunderte erst nach und nach entwickelt. Die wichtigsten Entwicklungsschritte für den Glockenguss in Europa sind folgende Formen:

#### Bienenkorbglocken
Bienenkorbglocken repräsentieren die älteste Rippenform, die zwischen dem 8. und dem 12. Jahrhundert gebräuchlich war. Charakteristisch ist ein gedrungener Glockenkörper, ein schwach ausgeprägter Schlagring, geringe Schweifung, und gerundete Haube. Der obere Durchmesser an der Schulter ist relativ groß. Diese Glocken sind meist sehr dünnwandig und die Wandstärke für alle Teile der Rippe fast gleich, nur bei jüngeren Exemplaren ist der Schlagring etwas verdickt. Bienenkorbglocken besitzen in der Regel wegen ihres unharmonischen Teiltonaufbaus keinen eindeutigen Schlagton.
Bedeutende Exemplare: Die Glocke von Canino in Italien aus dem 9. Jahrhundert mit einem Durchmesser 390 mm ist die älteste bekannte Bienenkorbglocke. Sie ist in den Vatikanischen Museen ausgestellt. Die Glocke von Haithabu (um 950) ist die älteste vollständig erhaltene Läuteglocke nördlich der Alpen. Sie wurde 1978 entdeckt und befindet sich heute im Wikinger-Museum in Haithabu. Die Lullusglocke in der Stiftsruine Bad Hersfeld wurde 1038 gegossen. Die Kunigundenglocke im Bamberger Dom (gegossen um 1185) ist mit ca. 3450 kg die größte erhaltene Bienenkorbglocke. Nur die letzteren beiden werden noch regelmäßig geläutet.

#### Zuckerhutglocken
Zuckerhutglocken entstanden im 12. Jahrhundert und waren in Mitteleuropa bis zum Anfang des 14. Jahrhunderts gebräuchlich, in Südwesteuropa auch länger. Charakteristisch ist ein extrem in die Höhe gestreckter, schlanker, kegelförmiger Glockenkörper mit hochgewölbter Haube und ausladendem Schlagring. Die Höhe der Glocke ist deutlich größer als ihr Durchmesser, der obere Durchmesser an der Schulter relativ klein. Diese Glocken sind oft ziemlich dickwandig. Der Schlagton ist meist nur schwach ausgeprägt und kann in 2 Töne aufgespalten sein, der Teiltonaufbau zeigt vertiefte Untertöne und Primen. Bedeutende Exemplare sind beispielsweise die Arnoldusglocke von Gilching (gegossen um 1180), das Totenglöckchen im Konstanzer Münster (gegossen um 1200), oder die Sturmglocke im Dom zu Limburg an der Lahn (gegossen um 1225).

#### Übergangsformen
Ab dem späten 12. Jahrhundert entstanden verschiedene Weiterentwicklungen bestehender Formen: gedrungene Übergangsformen aus den Bienenkorbglocken, längliche Übergangsformen aus den Zuckerhutglocken. Diese Übergangsformen sind meist dickwandiger und stärker geschweift als ihre Vorgänger und besitzen einen deutlicher ausgeprägten Schlagring. Vom Klang sind sie besser als die älteren Formen und besitzen meist einen deutlich ausgeprägten Schlagton. Die Clinsa im Merseburger Dom (gegossen um 1180) ist ein Beispiel für die gedrungene, die Hosanna im Freiburger Münster (gegossen 1258) für die längliche Übergangsform.

#### Gotische Rippe
Die gotische Rippe entstand um 1200, löste im 13. Jahrhundert alle älteren Formen weitgehend ab, und wurde bis ins 16. Jahrhundert verwendet. Im 20. Jahrhundert diente sie – speziell die berühmte Erfurter Gloriosa von Gerhard van Wou (1497) – als Vorbild für moderne Glockenrippen der Gegenwart. Charakteristisch ist die wohlproportionierte, mäßig geschweifte, fließende Form ohne Kanten an Schlagring und Schulter. Der Schlagring ist niedrig aber massiv, die Haube leicht gewölbt. Der obere Durchmesser an der Schulter beträgt etwas mehr als die Hälfte des unteren, die Höhe ohne Krone etwas weniger als der Durchmesser. Historische Glocken in gotischer Rippe sind meist sehr dickwandig (schwerrippig), wobei die Rippenstärke im Lauf der Zeit abnahm. In klanglicher Hinsicht fand mit der gotischen Rippe ein grundlegender Wandel statt, denn erstmals hatte die Glocke nun einen eindeutigen Schlagton und den noch heute geforderten Teiltonaufbau aus Unteroktav (manchmal vertieft), Prime, Mollterz, Quinte, Oktav etc. Glocken in gotischer Rippe klingen in der Regel weich und voll. Das älteste bekannte Exemplar einer solchen Moll-Oktavglocke ist die Friedensglocke von Sankt Martin in der Pfarrkirche von St. Martin am Ybbsfelde, gegossen im Jahr 1200 von einem unbekannten Meister. Viele berühmte Glocken sind in gotischer Rippe gegossen, z. B. Le Bourdon im Strassburger Münster (gegossen 1427), Pretiosa (1448) und Speciosa (1449) im Kölner Dom, die Gloriosa im Erfurter Dom (gegossen 1497), die Sigismund-Glocke in der Wawel-Kathedrale zu Krakau (gegossen 1520) etc.

#### Sekundäre Rippen
Aus der gotischen Rippe entwickelten sich ab dem 16. Jahrhundert verschiedene sekundäre Rippen, die alle noch der mittelalterlichen Form ähnlich sind, sich aber in bestimmten Details davon unterscheiden. Künstlerische Gründe scheinen diese Entwicklung verursacht zu haben, denn die klanglichen Unterschiede zur gotischen Rippe sind gering. Man unterscheidet je nach Kulturraum französische, englische und niederländische Rippen, die noch bis heute Verwendung finden, sowie im deutschen Kulturraum die manieristische Rippe, die nur kurz in Verwendung war.

#### Französische Rippe
Glocken in französischer Rippe wurden durch Wandergießer, z. B. aus Lothringen, im 17. Jahrhundert in einem Großteil Mitteleuropas verbreitet. Die Wandergießer zogen auf der Suche nach Aufträgen von Ort zu Ort und gossen oft in einfachen Verhältnissen gleich für mehrere benachbarte Orte Glocken, insbesondere nach Verlusten im Dreißigjährigen Krieg. Überwiegend in Deutschland wirkte beispielsweise Antonius Paris, während Claudius, Alexander und Nikolaus Arnold sowie Stefen Bruncler und Johannes Arnolt Glocken in Südhessen, Bayern, vor allem Baden-Württemberg und auch vereinzelt in Österreich und der Schweiz gossen. Der Teiltonaufbau der französischen Rippe kann der gotischen Rippe sehr nahekommen, typisch sind aber vor allem leichte Rippenstärken mit veränderter, häufig erhöhter Prime.

#### Barockrippe
Die Barockrippe findet sich nur im deutschen Kulturraum, löste dort im 16. Jahrhundert die manieristische Rippe ab, und wurde bis ins 20. Jahrhundert verwendet. Charakteristisch ist der gedrungen wirkende Glockenkörper mit starker Schweifung und dem hohen, massiven und durch einen Knick betonten Schlagring. Gegenüber der gotischen und manieristischen Rippe sind Barockglocken meist etwas niedriger konstruiert, die Rippenstärke liegt gewöhnlich im mittleren Bereich. Der Klang ist in der Regel sehr wuchtig und voll, manchmal auch etwas herb oder blechern. Im Teiltonaufbau liegt der Unterton meist zu hoch (Septimtyp oder auch Sexttyp), die Prime oft zu tief. Bedeutende Exemplare sind unter vielen anderen das komplette Geläute von Stift Melk (gegossen 1739) und vom Weimarer Stadtschloss (gegossen 1712), sowie der Glockenhimmel von Salem (gegossen 1754–58), der sich heute aber nur noch zum Teil im Salemer Münster befindet (die große Herrgottsglocke beispielsweise wurde an die Reformierte Kirche Herisau verkauft).

#### Moderne Rippen
Moderne Rippen entstanden ab ca. 1850 als Neuentwicklungen oder Modifikationen bestehender Rippen, um ein optimales Klangbild zu erreichen. Sie werden vorwiegend im deutschen Kulturraum eingesetzt, während sie in den Ländern selten sind, in denen nach wie vor sekundäre Rippen vorherrschen. Oft wurde die gotische Rippe zum Vorbild genommen, meist die Erfurter Gloriosa. Es wurden aber auch barocke Rippen so modifiziert, dass der optimale Teiltonaufbau (Oktavglocke) erreicht wurde, dabei der wuchtige Klang wie bei einer Barockglocke erhalten bleibt, etwa von Andreas Hamm. Eine französische Rippe verwendete bis zum Ende des 19. Jahrhunderts Rincker. Berühmte Beispiele, die beide die Erfurter Gloriosa zum Vorbild haben, sind die Gloriosa im Frankfurter Dom (gegossen 1878) und die zweitgrößte freischwingende Kirchenglocke der Welt, die Petersglocke im Kölner Dom (gegossen 1923). Die Pummerin im Wiener Stephansdom hingegen besitzt eine modifizierte Barockrippe.

### Glockentypus
Glocken und ihre Rippen werden anhand des Teiltonaufbaus in verschiedene Typen eingeteilt. Dafür wird das Intervall zwischen dem Schlagton und dem Unterton der Glocke herangezogen. Zusätzlich spielt bei der Klassifizierung auch die Terz eine Rolle.

#### Oktavglocken
Der Unterton liegt eine Oktave unter dem Schlagton.
Je nach Lage des Teiltones Terz unterscheidet man weiters
- Moll-Oktavglocken: der Teilton Terz liegt eine kleine Terz über dem Schlagton
- Dur-Oktavglocken: der Teilton Terz liegt eine große Terz über dem Schlagton

Dieser Glockentypus wird von modernen Glocken gefordert.
Meist werden Moll-Oktavglocken gegossen, Dur-Oktavglocken nur für spezielle klangliche Situationen. Glocken in gotischer Rippe sind meist ebenfalls Moll-Oktavglocken.

#### Nonglocken
Der Unterton liegt eine None unter dem Schlagton. Dieser Glockentypus tritt vor allem bei Glocken in gotischer Rippe häufiger auf.

#### Septimglocken
Der Unterton liegt eine große oder kleine Septime unter dem Schlagton. Dieser Glockentypus tritt vor allem bei Glocken in Barockrippe häufiger auf.

#### Sextglocken
Der Unterton liegt eine große oder kleine Sexte unter dem Schlagton. Stahlglocken gehören meist diesem Typus an, der aber auch bei Glocken in Barockrippe vorkommt.

#### Uhrschlagglocken

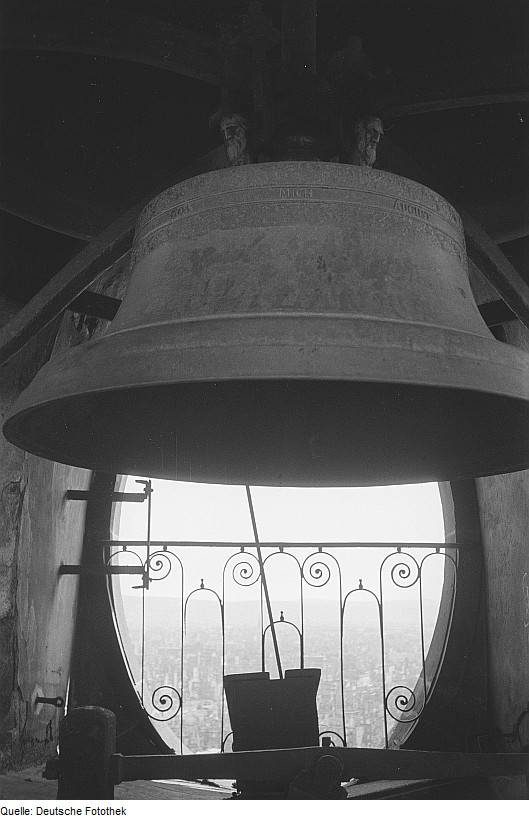
Uhrschlagglocke der Kreuzkirche Dresden von 1787 mit stark gekürzter Rippe

Sie haben eine verkürzte Rippe, das heißt, ihre Höhe ist im Verhältnis zum Durchmesser deutlich kleiner als bei Läuteglocken. Dies spart Material, Gewicht und Kosten. Eine der frühesten, in dieser Art gegossenen Glocken ist die 1500 kg schwere, starr aufgehängte Schelle von 1396, welche die Viertelstunden im Magdeburger Dom schlägt.

### Rippenstärke
Die Rippenstärke ist ein Maß für die Dicke der Rippe, also für die relative Wandstärke der Glocke, bezogen auf ihren Durchmesser. Sie kann nach folgender Formel aus dem Durchmesser {\displaystyle dm} (in cm) der Schlagtonfrequenz {\displaystyle f} (in Hz) und einem materialabhängigen Korrekturfaktor {\displaystyle I} ermittelt werden:
{\displaystyle RS={\frac {dm\cdot f\cdot I}{387{,}5}}-100}
Der Korrekturfaktor {\displaystyle I} ist für Glocken aus Zinnbronze 1, für Sonderbronze 0,95 und für Gussstahl 0,65.
Anhand dieses RS-Wertes kann man folgende Einteilung treffen:
- Sehr leichte Rippe: RS unter −6
- Leichte Rippe: RS im Bereich −6 bis 0
- Mittlere Rippe: RS im Bereich 0 bis 6
- Schwere Rippe: RS im Bereich 6 bis 12
- Sehr schwere Rippe: RS über 12

Die Limburger Richtlinien von 1951, einer Übereinkunft zwischen dem Beratungsausschuss für das deutsche Glockenwesen und dem Verband deutscher Glockengießer, definieren die Rippenstärke über das Glockengewicht. Dort sind zur Abgrenzung der einzelnen Rippenbezeichnungen für eine c1-Glocke aus Zinnbronze folgende Mindestgewichte definiert:
- Schwere Rippe: mindestens 2.600 kg
- Mittelschwere Rippe: mindestens 2.100 kg
- Leichte Rippe: mindestens 1.700 kg

Die Mindestgewichte für Glocken anderer Tonlagen können mittels Proportionalitätsgesetz ermittelt werden.
Diese Einteilung nach Glockengewicht hat gegenüber der RS-Klassifizierung allerdings den Nachteil, dass Faktoren, die das Gewicht der Glocke beeinflussen, für die Rippenstärke aber irrelevant sind, das Ergebnis verfälschen (z. B. Höhe der Glocke, Ausführung der Krone). Glocken in Barockrippe beispielsweise werden damit tendenziell als zu leichtrippig eingestuft, da ihre Höhe und damit ihr Gewicht bei gleicher Wandstärke niedriger sind als bei anderen Rippen. Überhaupt sind die Limburger Richtlinien nur für die Bewertung neu gegossener Glocken gedacht, ihre Anwendung auf ältere Glockentypen daher fragwürdig.

### Rippen für Stahlglocken
Der Teiltonaufbau einer Glocke wird nur von ihrer Rippe bestimmt, nicht aber vom Material. Stahlglocken würden daher das gleiche Klangbild zeigen wie Bronzeglocken in gleicher Rippe – allerdings um ca. eine Quinte höher. Grund dafür ist, dass die Schallgeschwindigkeit in Gussstahl mit 5.150 m/s um ca. die Hälfte höher ist als die in Bronze mit 3.350 m/s. Daher wurden eigene Rippen für Stahlglocken entwickelt, die wesentlich dünnwandiger sind als die für Bronzeglocken, da das die Tonlage senkt. Trotzdem sind Stahlglocken bei gleicher Tonhöhe in der Regel etwas größer als Bronzeglocken.

## Einfluss der Rippe auf die Tonhöhe

### Einflussfaktoren
Die Tonhöhe einer Glocke hängt von 2 Faktoren ab, die durch die Glockenrippe festgelegt sind: Durchmesser und Rippenstärke, wie die Wandstärke der Glockenrippe bezeichnet wird.
- Eine Glocke erklingt umso tiefer, je größer ihr Durchmesser ist.
- Bei gleichem Durchmesser klingt die Glocke umso tiefer, je geringer ihre Rippenstärke ist.

Bei gleichem Ton haben schwerrippige Glocken also einen größeren Durchmesser als leichtrippige Glocken.
Das Material der Glocke beeinflusst ebenfalls die Tonhöhe. Stahlglocken beispielsweise würden bei gleicher Rippe etwa den eineinhalbfachen Durchmesser als Bronzeglocken gleicher Tonlage benötigen. Daher wurden spezielle Rippen für Stahlglocken entwickelt, die wesentlich dünnwandiger sind als Rippen für Bronzeglocken, um dadurch die Tonlage zu senken.

### Proportionalitätsgesetz
Glocken unterschiedlicher Größe besitzen die gleiche Rippe, wenn alle Maße an jeder beliebigen Stelle der beiden Glocken im gleichen Verhältnis zueinander stehen. Maßstäbliche Vergrößerung oder Verkleinerung ändert die Rippe also nicht, sie ist nur durch ihre Form bestimmt.
Glocken unterschiedlicher Größe, die in der gleichen Rippe und aus dem gleichen Material gegossen sind, besitzen das gleiche Klangbild (bei sehr unterschiedlicher Tonhöhe kann sich allerdings der Höreindruck aufgrund der unterschiedlichen Empfindlichkeit des Gehörs für verschiedene Frequenzen etwas unterscheiden).
Das Proportionalitätsgesetz beschreibt den Zusammenhang von Durchmesser und Tonhöhe für Glocken gleicher Rippe und gleichen Materials:
Die Frequenz einer Glocke ist reziprok proportional zu ihrem Durchmesser.
Das Frequenzverhältnis zweier Glocken 1 und 2 beträgt daher in Abhängigkeit ihrer Durchmesser
{\displaystyle {\frac {f_{1}}{f_{2}}}={\frac {dm_{2}}{dm_{1}}}}
Das Gewicht oder genauer die Masse steigt mit dem Volumen der Glocke. Da bei gleicher Rippe die Größenverhältnisse in allen drei Dimensionen gleich sind, kann man die Masse bei gleichem Material folgendermaßen beschreiben:
Die Masse einer Glocke ist proportional zur dritten Potenz ihres Durchmessers, bzw. reziprok proportional zur dritten Potenz ihrer Frequenz.
Das Massenverhältnis zweier Glocken 1 und 2 beträgt daher:
{\displaystyle {\frac {m_{1}}{m_{2}}}=\left({\frac {dm_{1}}{dm_{2}}}\right)^{3}=\left({\frac {f_{2}}{f_{1}}}\right)^{3}}
Mit Hilfe des Proportionalitätsgesetzes ist es dem Glockengießer möglich, die benötigte Größe einer Glocke für eine bestimmte Tonlage vorherzuberechnen, und mehrere Glocken gezielt aufeinander abzustimmen.
| Intervall                        | Frequenzverhältnis (unterer : oberer Ton) | Größenverhältnis (Durchmesser und alle anderen Maße) | Massen- / Gewichtsverhältnis                     |
| -------------------------------- | ----------------------------------------- | ---------------------------------------------------- | ------------------------------------------------ |
| Reine Oktave                     | {\displaystyle 1:2}                       | {\displaystyle 2:1}                                  | {\displaystyle 8:1}                              |
| Reine Quinte                     | {\displaystyle 2:3}                       | {\displaystyle 3:2=1{,}5}                            | {\displaystyle 27:8=3{,}375}                     |
| Halbton (Gleichstufige Stimmung) | {\displaystyle 1:{\sqrt[{12}]{2}}}        | {\displaystyle {\sqrt[{12}]{2}}:1\approx 1{,}0595}   | {\displaystyle {\sqrt[{4}]{2}}:1\approx 1{,}189} |
| Ganzton (Gleichstufige Stimmung) | {\displaystyle 1:{\sqrt[{6}]{2}}}         | {\displaystyle {\sqrt[{6}]{2}}:1\approx 1{,}1225}    | {\displaystyle {\sqrt {2}}:1\approx 1{,}4142}    |

## Einfluss der Rippe auf den Klang

### Einfluss auf den Glockentypus
Der Einfluss der Glockenrippe auf den Teiltonaufbau und damit den Glockentypus beruht auf zwei wesentlichen Faktoren: der Schweifung des Wolms und den Proportionen der Glockenform (unterer Durchmesser am Schlagring, oberer Durchmesser an der Schulter, Höhe ohne Krone). Es lassen sich folgende grundlegende Gesetzmäßigkeiten feststellen, die auch mittels Finite-Elemente-Methode überprüft wurden:
- Der Unterton liegt umso höher:
  - je stärker der Wolm bei gleichem oberen und unteren Durchmesser und gleicher Höhe nach innen geschweift ist,
  - je größer die Höhe ohne Krone im Vergleich zum Durchmesser ist, und
  - je kleiner der obere Durchmesser im Vergleich zum unteren Durchmesser ist.
- Die Prim wird von den gleichen Faktoren beeinflusst, verhält sich aber genau umgekehrt: steigt der Unterton, dann sinkt die Prim.

Stark geschweifte Glocken wie z. B. Barockglocken sind daher meist Septimglocken und haben vertiefte Primen.
Auch andere Teiltöne werden durch die Rippe beeinflusst, beispielsweise durch die Neigung und Stärke des Schlagrings.

### Einfluss auf die Klangqualität
Zusammen mit dem Material beeinflusst die Rippe die Klangqualität der Glocke. Wesentliche Einflussfaktoren der Rippe sind:
- Die Abklingdauer des Schlagtones steigt mit der Rippenstärke ebenso wie durch eine relative Vergrößerung des oberen Durchmessers an der Schulter. Jedoch sind nicht alle Teiltöne der Glocke im gleichen Ausmaß von diesen Faktoren betroffen, denn für Unterton, Prime und Terz zeigen sich keine Auswirkungen (diese drei Teiltöne sind nicht an der Schlagtonbildung beteiligt). Neben der Rippe ist auch eine gute Materialqualität für eine lange Abklingdauer essentiell.
- Fließender der Verlauf der Rippe, niedriger Schlagring und Schwerrippigkeit begünstigen einen weichen und grundtönigen Klang.
- Die Lautstärke der Glocke nimmt mit ihrer Größe und ihrer Rippenstärke zu.

## Stimmen von Glocken
Glocken können gestimmt werden, indem ihre Rippe nach dem Guss nochmals verändert wird.
Dies geschieht durch Abschleifen der Glocke in bestimmten Bereichen rotationssymmetrisch rund um den Glockenmantel, beispielsweise mittels einer speziellen Drehmaschine. Meistens wird die Innenwand abgeschliffen, um die Verzierungen an der Außenwand nicht zu beeinträchtigen.
Historische Glocken sollen aus Gründen des Denkmalschutzes keinesfalls nachgestimmt oder klanglich verändert werden.

### Stimmen der Tonhöhe
Tieferstimmen des Schlagtons erfolgt durch Abschleifen an der Innenseite des Schlagrings und ist im Ausmaß eines Ganztons und mehr möglich.
Höherstimmen erfolgt durch Abschleifen an der Schärfe und ist nur minimal möglich.
Zusammen mit dem Schlagton ändert sich auch der Teilton Oktave. Da sich beim Stimmen der Tonhöhe auch der Teiltonaufbau insgesamt verändert, muss dieser zusätzlich korrigiert werden.

### Stimmen der Teiltöne
Beim Stimmen des Teiltonaufbaus werden die Intervalle für die Teiltöne Unterton, Prime, Terz und Quinte in Bezug auf den Schlagton gestimmt. Für jeden dieser Teiltöne kann man einen bestimmten Bereich der Glocke lokalisieren. Schleift man die Glocke in diesem Bereich ab, dann ändert sich der Teilton am stärksten, jedoch sind meist auch andere Teiltöne betroffen. Das Stimmen der Teiltöne ist nur im kleinen Ausmaß möglich.